# Can't Be Tamed (canção)
"Can't Be Tamed" é uma canção da artista musical americana Miley Cyrus, contida em seu terceiro álbum de estúdio de mesmo nome (2010). Foi composta pela própria com o auxílio de Marek Pompetzki, Paul Neumann, Antonia Armato e Tim James, sendo produzida pelos dois últimos com o auxílio de Devrim Karaoglu. O tema estreou na página oficial de Cyrus no serviço MySpace em 30 de abril de 2010, sendo posteriormente enviado às rádios estadunidenses em 3 de maio seguinte e disponibilizado em formato físico e digital quinze dias depois. Um remix produzido por Rockangeles com a participação do rapper Lil Jon foi incluído como faixa bônus nas edições digitais do álbum.
Em termos musicais, "Can't Be Tamed" é uma canção dance e eletrônica com influências do dance-pop, do electropop e do synthpop, sendo executada através de um ritmo dançante de andamento acelerado, e constitui vozes sintetizadas através do uso do Autotune. Liricamente, de acordo com Cyrus, "Can't Be Tamed" descreve o desejo de sair e experimentar a liberdade, em que suas letras lidam com os temas da liberdade e da auto expressão, apoiadas por letras sensuais. A obra recebeu análises positivas da mídia especializada, a qual prezou o seu estilo dançante. Comercialmente, o single obteve êxito classificando-se entre os dez mais vendidos no Canadá, na Irlanda e na Nova Zelândia. Nos Estados Unidos, debutou na oitava posição da lista Billboard Hot 100.
O vídeo musical correspondente foi dirigido por Robert Hales e estreou exclusivamente em 4 de maio de 2010 através da página E! Online. As cenas retratam Cyrus presa em uma gaiola gigante dentro de um museu. Após ser libertada da gaiola, ela e seus companheiros dançam e destroem o local. A obra recebeu revisões positivas dos críticos e foi comparada a vídeos de artistas como Britney Spears e Lady Gaga. Como forma de divulgação, a cantora apresentou "Can't Be Tamed" em diversos programas televisivos e nas turnês Gypsy Heart (2011) e Bangerz (2014).

## Antecedentes e lançamento
"Can't Be Tamed" foi composta pela própria artista com o auxílio de Marek Pompetzki, Paul Neumann, Antonina Armato e Tim James, sendo produzida pelos dois últimos com o auxílio de Devrim Karaoglu. De acordo com Cyrus, a lição da faixa é libertar-se de qualquer licitação ou impedimento, em particular a aplicação para as mulheres. Cyrus disse que a mensagem da canção se aplica a diferentes situações. Pessoalmente, para a cantora, "é sobre estar em uma gaiola com as pessoas olhando para você". Para os demais, ela acredita que poderia descrever o colegial, em uma situação em que "as pessoas acham que é só fazer um grupo e elas podem ser quem quiserem. (...) Uma relação, ou qualquer coisa, é só sair e se sentir livre". A Hollywood Records descreveu "Can't Be Tamed" como "uma canção de auto capacitação em que Miley afirma que ela tem que permanecer fiel a si mesma nos relacionamentos".
Em quatro reuniões realizadas em toda a Europa, Jason Morey, gerente de Cyrus, apresentou o álbum Can't Be Tamed a representantes da Universal Music Group , que confirmaram que a Hollywood Records dos Estados Unidos já havia decidido que a faixa seria lançada como o primeiro single do trabalho. A canção estreou em 30 de abril de 2010 na página oficial de Cyrus no serviço MySpace. Foi lançada oficialmente nas estações de rádio estadunidenses três dias depois e foi lançada em formato físico e diigital em 18 de maio seguinte. Em maio de 2010, Cyrus gravou a versão remixada por Rockangeles da faixa com o rapper Lil Jon nos estúdios Rock Mafia, em Santa Mônica, Califórnia. Lil Jon disse que a colaboração foi "louca" e sentiu que o público iria desfrutar o remix. Cyrus acrescentou que "ele simplesmente entrou e deixou rolar. É muito abalador". Eles acreditaram que o remix obteve mais energia do que a versão original da canção devido a participação de Lil Jon.

## Composição
"Can't Be Tamed" é uma canção dance com duração de dois minutos e quarenta e oito segundos. A canção também explora estilos predominantes da música eletrônica, do dance-pop, do electropop e do synthpop. A faixa é definida na assinatura de tempo comum, sendo executada através de um ritmo dançante de andamento acelerado, com cerca de 118 batidas por minuto. É composta na chave de Si menor, com os vocais de Cyrus variando de duas oitavas, desde Lá3 até D5. Cyrus transcorre a canção através do refrão, enquanto algumas linhas nos versos apresentam vocais processados com o uso do Autotune. A progressão harmônica de acordes é formada por B5-D-A. Impulsionada por uma batida obscura e o uso pesado de sintetizadores, A instrumentação da faixa conta com a bateria eletrônica.
Escrita na forma de primeira pessoa, "Can't Be Tamed" explora os temas da liberdade e auto expressão, abordado por letras sensuais. Cyrus coloca ênfase à forma de como ela não pode ser alterada ou moldada em ser algo que ela não é. Nos versos, Cyrus aborda a confiança e a tentativa de descobrir por que ela está ansiando, respectivamente. O refrão apresenta Cyrus gritando o título da canção, variando o título e outra frase de uma maneira repetitiva contra a batida da música. Monica Herrera, da Billboard, interpretou as linhas "Se houvesse uma pergunta sobre as minhas intenções, eu vou te dizer / Eu não estou aqui para vende-la" como uma declaração oficial de rebelião, a fim de dispor-se de responsabilidades no papel-modelo. Da mesma forma, vários outros críticos acreditavam que "Can't Be Tamed" trata de sua imagem completamente diferente da imagem que ela tinha desenvolvido através da série Hannah Montana.

## Crítica profissional
| Críticas profissionais | Críticas profissionais |
| Avaliações da crítica  | Avaliações da crítica  |
| Fonte                  | Avaliação              |
| ---------------------- | ---------------------- |
| About.com              | [ 14 ]                 |
| Rolling Stone          | [ 9 ]                  |

Leah Greenblatt, da revista Entertainment Weekly, sentiu que a faixa "não é um mau negócio para estacionários cardíacos, mas os dez melhores materiais de fim-de-ano não são feitos, também". Ela analisou que a canção não ofereceu "grandes sensações" e a comparou com "Not Myself Tonight", de Christina Aguilera. Greenblatt também ficou decepcionada com as linhas "Eu não estou aqui para vende-la / Ou lhe dizer para ir para o inferno". Sonya Sorich, do The Ledger-Enquirer, disse que "enquanto antecipou algumas recepções negativas, 'Can't Be Tamed' também é um excelente candidato para uma faixa dançante prazerosa". Heather Phares, do portal Allmusic, referiu-se a "Can't Be Tamed" como "boa" e a selecionou como uma das melhores faixas do álbum. Fraser McAlpine, da BBC, disse que "embora tenha uma forte corrente sexual, Cyrus manteve-se elegante ao longo da faixa". McAlpine concluiu: "Se Miley for enfrentar a Moment Ensexification vai ser porque ela está fazendo isso durante um período de extrema GaGa, quando os vídeos são menos sobre áreas carnudas e mais sobre penas e cientistas vitorianos. Ah, e porque ela tem a música e a voz, que sempre ajuda".
Rob Sheffield, da revista Rolling Stone, deu para a canção três de cinco estrelas e a comparou com os estilos musicais de Rihanna. Ele acrescentou que "['Can't Be Tamed'] não é nenhuma 'Party in the U.S.A.' ou 'See You Again', mas o refrão embala muitos assobios electro com um toque especial". Bill Lamb, do portal About.com, classificou "Can't Be Tamed" com duas estrelas e meia de cinco permitidas. Ele criticou a música devido as suas letras que dirigem-se a um "território egoísta"; contudo, Lamb acreditou que a faixa teria um sucesso nas rádios. Monica Herrera, da Billboard, escreveu que "Cyrus sabe como ofertar seu atrevimento. Quando ela zomba 'Eu não sou uma farsa, está no meu DNA', em retaliação preventiva contra os críticos, ela faz isso com o profissionalismo de uma estrela da Disney  arrumada". Jarett Wieselman, do jornal The New York Post, comentou que gostou da canção e que embora não tenha a comparado à "Party in the U.S.A.", ele temeu que não "seria capaz de resistir" a "compra" de "Can't Be Tamed". Ele disse que a música tinha uma "vibração old school impertinente de Britney Spears", chamando-a de "totalmente cativante" e previu que a canção seria um sucessos de verão. Ailbhe Malone, do periódico irlandês The Irish Times, escreveu que "Miley tomou uma glória electro sensual. Menos 'Party in the U.S.A.', mais festa longe de meus pais, e nós gostamos disso. Muito".

## Vídeo musical

### Desenvolvimento
O vídeo musical de "Can't Be Tamed" foi dirigido por Robert Hales. Os passos de dança foram coreografados por Jamal Sims, que havia coreografado o vídeo musical de "Hoedown Throwdown", também de Cyrus. Cyrus e Sims conceberam o enredo do vídeo em conjunto e o mostraram a Hales, que "imaginou o caminho que [eles] fizeram". Em relação ao tema do vídeo, Cyrus explicou: "Eu acho que o vídeo explica a minha vida, mas não exclui a vida de outras pessoas. Não é apenas sobre como é fabuloso, glamoroso e todas essas coisas. É sobre o núcleo 'eu não quero estar em uma gaiola. Eu quero ser livre e fazer o que eu amo'". O vídeo foi feito para excluir a imagem de Cyrus como uma boa moça, cujo estilo que ela havia desenvolvido através da série Hannah Montana. Entretanto, ela acreditou que seus fãs seriam capazes de se identificar com a mensagem do vídeo através de suas próprias circunstâncias; por exemplo, ela acreditava que o seu desejo de "destacar-se [ao invés] de ajustar-se" foi compartilhado por adolescentes, na esperança de acabar com grupos escolares. Em uma entrevista com a cantora, o radialista Ryan Seacrest observou o forte apelo sexual do vídeo. Cyrus concordou que o vídeo era sensual, embora não deveria ser a premissa: "O vídeo não é sobre ser sensual ou sobre quem pode usar as roupas curtas. (...) Trata-se de explicar a canção e viver a letra dela".
O vídeo musical foi filmado entre os dias 10 e 11 de abril de 2010 nos estúdios Sony, situado em Culver City, Califórnia. Cerca de quarenta dançarinos — vinte do sexo feminino e vinte do sexo masculino — participaram do vídeo. O vídeo lança Cyrus como um pássaro exótico e gigante que rompe sua gaiola, simbolizando Cyrus como uma cantora que sai de sua imagem de boa moça. Antes do início das filmagens, Cyrus havia registrado meticulosamente no papel suas ideias para o vídeo. Por exemplo, ela escolheu as palhetas de maquiagem dos bailarinos do vídeo e contemplou suas roupas; enquanto ela não queria que os corpos de seus dançarinos "se parecessem com corpos normais", ela também não queria que eles usassem escalas, pois segundo ela, seria como fazê-los assemelharem-se a peixes com olhares assustadores. Hales queria que a artista se assemelhasse a um pássaro sem "realmente ter um bico" e sem ser excessivamente explícito, de modo que os estilistas de Cyrus inventassem acessórios de aves. Entre estes acessórios estavam braçadeiras com tiras longas de couro, ombreiras de penas e um colete de penas usado em um collant preto e botas na altura das coxas de cano alto, com couro preto. Cyrus disse que ela tinha originalmente usado uma roupa "completamente diferente", mas que não estava "sentindo" o figurino na manhã da filmagem. Ela disse que "oor isso, fizemos este caminho certo lá na parte da manhã, e nós adicionamos peças durante todo o dia (...) mais couro e mais penas. Eu acho que é muito divertido e ficávamos mudando o visual". Denika Bedrossian, maquiadora de Cyrus, focou-se nos olhos do cantora; ela usou "ricos tons de pedras preciosas" e cílios com penas para dar a Cyrus um "profundo olho de pavão". Em cenas intercaladas, Cyrus usa um vestido feito de 2.400 peças de metal prata e inúmeras penas de pavão. Este vestido foi projetado por The Blonds, que estreou durante o seu desfile de moda no outono estadunidense de 2010, e custou cerca de US$ 25.000.

### Sinopse

Após revelar-se novamente, Cyrus se junta a um grupo de diversos dançarinos dentro de uma gaiola gigante

O vídeo começa com espectadores vestidos formalmente entrando em um museu, quando o curador do local introduz: "Uma criatura tão rara acreditava-se estar extinta. Em cativeiro pela primeira vez, a criatura mais rara na Terra, Avis Cyrus". Depois da introdução, cortinas brancas são puxadas para baixo para revelar Cyrus, vestida com um collant preto e expansivas asas pretas CGI, dormindo em um ninho de pássaro gigante e trancada dentro de uma gaiola gigante. Cyrus sobe e se aproxima do público, mas um flash de uma câmera a assusta e faz com que ela proteja seu rosto com as asas. A canção se inicia, e Cyrus revela-se novamente e se junta a um grande grupo de diversos dançarinos. Enquanto Cyrus canta, ela e os dançarinos escapam da jaula e visitam o museu, quebrando as peças dos lugares em que visita. Eles executam danças provocantes dentro da gaiola e em salas escuras do museu. Ao longo do vídeo musical, há cenas de Cyrus vestida com um vestido prateado deitada em uma cama de penas de pavão, contorcendo-se sozinha em seu ninho dentro da gaiola. O vídeo termina com Cyrus retornando à sua gaiola, com o museu sendo visto vazio e destruído.

### Lançamento e recepção
O vídeo estreou exclusivamente no dia 4 de maio de 2010 na página E! Online. O vídeo recebeu comparações a vídeos de artistas como Britney Spears e Lady Gaga, embora Cyrus tenha dito que "queria que fosse algo diferente para uma artista feminina". Cristina Gibson, do E!, descreveu o vídeo como "glorificante", semelhante ao vídeo de Cyrus de "Party in the U.S.A.", mas "com esteroides". Tina Warren, da revista MTV News, disse que o vídeo era um bom passo na direção de Cyrus livrar-se de sua imagem de boa moça e revisou o vídeo positivamente, chamando-o de "intrigante" e afirmando que "o vídeo (...) é realmente muito magnético e você não pode desviar o olhar". Tanner Stransky, da revista Entertainment Weekly, concordou com Warren. Enquanto reconheceu que o vídeo "pode ser obscuro e um pouco atrevido conceitualmente", ele alegou que era jogada inteligente, dizendo que "ela não está se movendo muito rápido, honestamente (...) não é como se Miley estivesse descascando ou descobrindo muita pele". Em vez disso, Stransky disse que Cyrus teve "alguns movimentos de dança superdivertidos" e que ela "[fez] uma declaração", embora seja mais obscuro. O jornal chinês People's Daily disse que o vídeo apresenta trajes "ousados" e que "revelou o lado sensual de Cyrus". Daniel Rutledge, do 3 News, disse que Cyrus tinha deixado "muito claro que ela quer deixar de lado qualquer semelhança com a personalidade alternativa da Disney que a tornou famosa e ser considerada a partir de agora como uma cantora adulta". O jornal My Paper defendeu Cyrus contra alegações de que o vídeo era muito provocante e relatou: "Se nada mais, esse vídeo mostra que Cyrus sabe entreter, e marca o início de vídeos com uma qualidade verdadeiramente alta". Mary Elizabeth Williams, do portal Salon.com, ofereceu uma opinião contrária, afirmando que, enquanto Cyrus é uma "cantora talentosa [que] merece sair de seu molde da Disney", o vídeo musical de "Can't Be Tamed" é pobre. Williams disse que Cyrus tem "talento em abundância" e "tubos incríveis", mas disse que seu vídeo é "previsível, derivado e mudo", devido à sua falta de originalidade. De acordo com Michelle Tan, da revista People, a reação da Internet sobre o vídeo musical foi muito variada: "os fãs e blogueiros iluminaram a Internet com comentários que vão desde 'impressionante, lindo, feroz' até 'uau, é demais para alguém de sua idade". A NME o classificou na posição de número 28 na sua lista dos "50 piores vídeos musicais de todos os tempos".

## Apresentações ao vivo

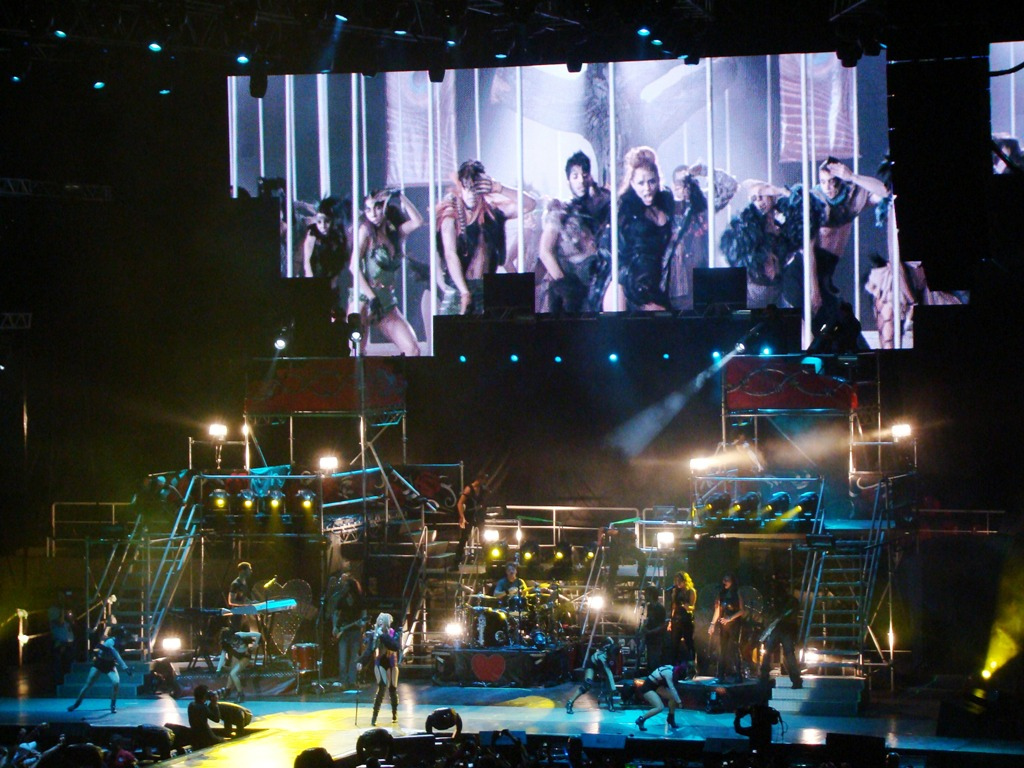
Cyrus apresentando "Can't Be Tamed" durante a turnê Gypsy Heart (2011), com seu vídeo musical sendo exibido no telão.

Cyrus apresentou "Can't Be Tamed" ao vivo pela primeira vez em 18 de maio de 2010, durante o programa Dancing With the Stars. Vestindo o collant preto e alguns dos acessórios utilizados no vídeo musical da canção, Cyrus apareceu em uma gaiola de tamanho humano e, em seguida, apresentou a faixa com diversos dançarinos fantasiados ao redor do palco. A dança de Cyrus foi mínima. Sua primeira performance da música fora dos Estados Unidos aconteceu durante a edição de 2010 do Rock in Rio Lisboa, que ocorreu na cidade de Lisboa, Portugal, no dia 29 de maio de 2010. Cyrus apareceu em 1 de junho de 2010 na boate parisiense 1515 Club, localizada em Paris, França. Dois dias depois, ela apareceu na semifinal do programa Britain's Got Talent. Ela apresentou a faixa usando calças, meias arrastão e botas. No meio da apresentação, Cyrus agarrou uma dançarina, colocando-a para baixo, e simulou um beijo. A performance foi recebida com reações negativas da mídia e fez ela liberar uma nota, dizendo que prometeu que não beijou a dançarina. Cyrus escreveu: "É ridículo que duas artistas não podem sequer se abalar uma com a outra, sem os meios de comunicação fazendo disso um tipo de história. Eu realmente espero que meus fãs não estejam decepcionados comigo porque a verdade é que eu não fiz nada de errado. Levantei-me lá e fiz meu trabalho, que é realizar o melhor de minha capacidade".
Mais tarde, Cyrus apresentou a canção durante o Rock In Rio Madrid e nas boates londrinas Heaven e G-A-Y. Ela também interpretou a faixa no programa matinal Good Morning America, no programa noturno Late Show with David Letterman, na premiação MuchMusic Video Awards, e em um concerto na boate House of Blues, situada em Los Angeles, Califórnia, que foi transmitido em mais de trinta páginas da MTV Networks. Cyrus apresentou a canção durante as turnês Gypsy Heart (2011) e Bangerz (2014).

## Desempenho nas tabelas musicais
Nos Estados Unidos, "Can't Be Tamed" debutou na oitava posição da Billboard Hot 100, vendendo 191 mil downloads digitais. Foi o melhor debute daquela semana. Também marcou a segunda estreia de Cyrus com maior número de vendas, apenas atrás de "Party in the U.S.A.", que comercializou 226 mil unidades digitais em sua primeira semana. Com o seu surgimento no gráfico, tornou-se a quarta estreia de Cyrus entre as dez melhores posições na tabela, incluindo "He Could Be the One", onde é creditada como Hannah Montana. Na semana seguinte, desceu dez posições, atingindo a décima oitava colocação. Permaneceu na tabela durante um total de dez semanas. Também atingiu um pico de número dezesseis na tabela Pop Songs. No Canadá, a canção chegou ao número seis da Canadian Hot 100 e permaneceu durante catorze semanas no periódico.
No Reino Unido, "Can't Be Tamed" estreou na posição de número treze na edição de 12 de junho de 2010, permanecendo na tabela durante oito semanas. Foi a canção de Cyrus com o melhor desempenho na tabela Eurochart Hot 100 Singles, chegando à décima quinta posição, superando "Party in the U.S.A.", que atingiu a posição de número dezessete em janeiro de 2010. Na Austrália e na Nova Zelândia, "Can't Be Tamed" estreou nas décima oitava e quinta colocações, em suas respectivas tabelas, atingindo a décima quarta colocação como melhor no primeiro país. Permaneceu durante um total de onze e nove semanas nas tabelas australianas e neozelandesas, respectivamente. A primeira nação acabou por qualificar a canção como ouro ao serem exportadas 35 mil cópias no país. No Japão, a faixa estreou na 53ª posição e atingiu a décima segunda colocação como melhor.
| Tabela musical (2010)                                         | Melhor posição |
| ------------------------------------------------------------- | -------------- |
| Alemanha (Media Control Charts)                               | 29             |
| Austrália (ARIA Charts)                                       | 14             |
| Áustria (Ö3 Austria Top 40)                                   | 21             |
| Bélgica (Ultratop 50 de Flandres)                             | 39             |
| Bélgica (Ultratop 40 da Valônia)                              | 40             |
| Canadá (Canadian Hot 100)                                     | 6              |
| Espanha (Productores de Música de España)                     | 14             |
| Estados Unidos (Billboard Hot 100)                            | 8              |
| Estados Unidos (Pop Songs)                                    | 16             |
| França (Syndicat National de l'Édition Phonographique)        | 15             |
| Irlanda (Irish Recorded Music Association)                    | 5              |
| Japão (Japan Hot 100)                                         | 12             |
| Noruega (VG-lista)                                            | 15             |
| Nova Zelândia (Recording Industry Association of New Zealand) | 5              |
| Países Baixos (MegaCharts)                                    | 82             |
| Portugal (Associação Fonográfica Portuguesa)                  | 30             |
| Chéquia (IFPI Česká Republika)                                | 28             |
| Reino Unido (UK Singles Chart)                                | 13             |
| Suécia (Sverigetopplistan)                                    | 42             |
| Suíça (Schweizer Hitparade)                                   | 53             |
| União Europeia (Eurochart Hot 100 Singles)                    | 15             |

| País             | Certificação |
| ---------------- | ------------ |
| Austrália (ARIA) | Ouro         |

## Histórico de lançamento
"Can't Be Tamed" foi enviada às estações de rádio estadunidenses em 3 de maio de 2010. Quinze dias depois, foi disponibilizado digitalmente na iTunes Store. No mesmo dia, o tema foi comercializado em formato físico no Reino Unido, na Alemanha e nos Estados Unidos. Em todos estes países, a Hollywood Records foi a responsável pela distribuição da obra.
| País           | Data               | Formato          | Gravadora         |
| -------------- | ------------------ | ---------------- | ----------------- |
| Estados Unidos | 3 de maio de 2010  | Rádio mainstream | Hollywood Records |
| Estados Unidos | 18 de maio de 2010 | CD single        | Hollywood Records |
| Brasil         | 18 de maio de 2010 | Donwload digital | Hollywood Records |
| Portugal       | 18 de maio de 2010 | Donwload digital | Hollywood Records |
| Irlanda        | 18 de maio de 2010 | Donwload digital | Hollywood Records |
| Japão          | 18 de maio de 2010 | Donwload digital | Hollywood Records |
| Austrália      | 18 de maio de 2010 | Donwload digital | Hollywood Records |
| Estados Unidos | 18 de maio de 2010 | Donwload digital | Hollywood Records |
| Nova Zelândia  | 18 de maio de 2010 | Donwload digital | Hollywood Records |
| Canadá         | 18 de maio de 2010 | Donwload digital | Hollywood Records |
| Espanha        | 18 de maio de 2010 | Donwload digital | Hollywood Records |
| França         | 18 de maio de 2010 | Donwload digital | Hollywood Records |
| Reino Unido    | 18 de maio de 2010 | CD single        | Hollywood Records |
| Alemanha       | 18 de maio de 2010 | CD single        | Hollywood Records |